# Apostolii (piesă de teatru)
Apostolii este o piesă de teatru scrisă de Liviu Rebreanu. Premiera a avut loc în anul 1926 pe scena Teatrului Național din București.
Piesa portretizează presiunea în creștere a naționalismului din anii 1920, satirizând credulitatea patrioatei doamnei Harincea, soția unui potențial candidat la postul de ministru. Aceasta este cât pe ce să-și căsătorească fata cu un pungaș din București cu numele de Mitică Ionescu, care pretinde că este descendent al lui Mihai Viteazul. În ansamblu, această operă a lui Rebreanu pune în discuție atât vechiul spirit al dominației imperiale cât și naționalismul care i-a luat locul, agumentând pentru co-existența etnică în regiuni multiculturale precum Transilvania.

## Teatru radiofonic
- 1986 - adaptare Eugenia Țundrea, regia artistică Dan Puican, cu Virgil Ogășanu, Mitică Popescu, Mircea Albulescu, Ileana Stana Ionescu, Rodica Mandache, Mișu Fotino, Șerban Cellea, Jorj Voicu, Cornel Vulpe, Mihai Dinvale, Ion Pavlescu, Radu Panamarenco[3]

## Vezi și
- Listă de piese de teatru românești